# Ville Luho
Wilhelm (Ville) Bernhard Luho, född den 17 augusti 1911 i Helsingfors, död den 15 april 1982 i Stockholm, hette fram till 1935 Klén. Finländsk arkeolog, verksam vid Arkeologiska kommissionen, 1940 som assistent till Aarne Äyräpää, från 1949 amanuens, dess chef från 1972; docent vid Helsingfors universitet från 1964. Specialomårde stenåldern.
År 1956 publicerade Ville Luho i sin doktorsavhandling Die Askola-Kultur ett omfattande fyndmaterial av kvartsföremål från ett antal boplatser i Askola socken i Borgå ådal, vilka han daterade till preboreal tid. Luho härledde i sista hand Askolakulturen ur senpaleolitiska grupper i det nordliga Mellaneuropa och Suomusjärvikulturen ur Askolakulturen. Kritiken kom 1969, då arkeologen Ari Siiriäinen menade att fynden från Askola inte berättigade till framställandet av en särskild Askolakultur. Fynden från Askola representerade m.a.o. inte Finlands äldsta bosättning. De borde istället dateras till boreal tid och utgjorde därför en del av Suomusjärvikulturen, eventuellt med förbehållet att de representerade ett skede då yxan inte ännu blivit ett allmänt redskap. Trots den kritik som har framförts mot Luhos resultat kan hans insats vid kvartsforskningen anses banbrytande. Han studerade främst boplatsernas kvarts, ett svårbemästrat material, som han jämförde med förpaleolitiska fynd i Centraleuropa och Komsakulturen i Nordnorge. Men senare forskning har ifrågasatt också hans stenteknologiska analyser. 
Hans arkeologiska författarskap behandlade alla arkeologiska perioder och var såväl omfattande som gediget. 

## Biografi
- Alavuden historia 1, 1993
- Askola-kulttuuri Suomen varhaismesoliittinen kivikausi, 1957
- Askola-Kultur die frühmesolithische Steinzeit in Finnland, 1956
- Helsinge sockens förhistoria, 1963
- Helsingin pitäjän esihistoria, 1965
- Komsa-Kultur, 1956
- Kurikan historia 1: Esihistoriasta Suomen sotaan, 1980
- Lapuan historia 1 : Esihistoriallisesta ajasta Suomen sotaan, 1963
- Suomen kivikauden pääpiirteet, 1948
- Die Suomusjärvi-Kultur Die mittel- und spätmesolithische Zeit in Finnland, 1967
- Suur-Lohtajan historia : 1 :  Esihistoriallisesta ajasta Suomen sotaan, 1957
- Työväen-osakeyhtiö Alku, 50-vuotiskertomus, 1938
- Vanhan-Ruoveden historia 1, 1959